# ورجناسية
الثقافة الورجناسية هي ثقافة أثرية من العصر الحجري القديم العلوي. وهي أقدم ثقافة إنسانية حديثة في أوروبا وترتبط هجرة البشر الحديث التشريحي من الشرق الأدنى. ظهرت لأول مرة في أوروبا الشرقية حوالي 43,000 سنة قبل التاريخ، وفي أوروبا الغربية بين 40,000 سنة إلى 36,000 سنة ما قبل التاريخ. وقد حل محله الثقافة القرافيتيانية منذ حوالي 28,000 سنة إلى 26,000 سنة ما قبل التاريخ.
الاسم (ورجناسية) مشتق من أهم مواقعهم (والذي يعتبر نموذجا لثقافة أثرية معينة) من مدينة أوريغناك (في فرنسا)، في منطقة غارون العليا، وهي بلدة في جنوب غرب فرنسا بالقرب من تولوز أو أندورا.
وأقدم مثال بلا منازع للفن التشخيصي البشري وهو فينوس هوهل فيلس والتي تأتي من هذه الثقافة تم اكتشافه في سبتمبر عام 2008 في كهف في شلكلينغن في بادن-فورتمبيرغ في جنوب ألمانيا. وكهف باتشو كيرو الموجود في بلغاريا يعد واحد من أقدم مواقع الدفن في هذه الثقافة المعروفة.